# Jean Hoerni
Jean Amédée Hoerni (26 de septiembre de 1924-12 de enero de 1997) fue un pionero en los transistores de silicio y uno de los ocho niños de Faircild es recordado por desarrollar el Planar Process.
Nació el 26 de septiembre de 1924 en Ginebra, Suiza. Recibió un PHD en filosofía en la Universidad de Cambridge y otro PHD en la Universidad de Ginebra.
En 1952, se movió a Estados Unidos para trabajar en el Instituto de Tecnología de California donde pasó a familiarizarse con  William Shockley "El Padre del Transistor".
Años después, Shockley recluta a Hoerni para trabajar en el recién fundado Laboratorio de Tecnología Shockley, una división de Beckman Instruments en Mountain View California. Pero el extraño comportamiento de Shockley lo obligaría a él y a otros siete destacados colegas a abandonarlo y crear la corporación Fairchild Semiconductor donde Hoerni llegaría a inventar Planar Process, el cual permitió al transistor ser creado de silicio mejor que el germanio. El Nombre "Silicon Valley" hace referencia al silicio.
Junto con los alumnos Jay Last y Sheldom Roberts, Hoerni Fundó Amelco (Mejoro conocida como Teledyne) en 1961.
En 1964, fundó la Unión Electrónica Carbide, en 1967 Intersil.
Fue premiado con la medalla Edward Longstreth del Instituto Franklin en 1969 y el premio McDowel en 1972.
- Datos: Q952816